# Institut d'études politiques de Saint-Germain-en-Laye
Institut d'Etudes Politiques de Saint-Germain-en-Laye (IEP Saint-Germain-en-Laye), populärt kallad Sciences-Po Saint-Germain-en-Laye, är ett lärosäte för högre utbildning (Grande école) beläget vid Saint-Germain-en-Laye, Frankrike, grundat 2013. Sciences-Po Saint-Germain-en-Laye är ett av världens största center för samhällsvetenskap och anses traditionellt vara Frankrikes främsta skola för statsvetenskap. 
Traditionellt är det politiker och diplomater som utbildas vid Sciences-Po Saint-German-en-Laye, men bortsett från statsvetenskap och ekonomi ges utbildning i juridik, finansvetenskap, management, kommunikationsvetenskap och journalistik.